# Miłkowice-Maćki
Miłkowice-Maćki, dawniej Miłkowice Ruskie – wieś w Polsce położona w województwie podlaskim, w powiecie siemiatyckim, w gminie Drohiczyn. Wieś istniała już w XV w.
Miejscowość jest siedzibą rzymskokatolickiej parafii św. Rocha.
Zaścianek szlachecki Maćki należący do okolicy zaściankowej Miłkowice położony był w drugiej połowie XVII wieku w ziemi drohickiej województwa podlaskiego. W latach 1954–1959 wieś należała i była siedzibą władz gromady Miłkowice-Maćki, po jej zniesieniu w gromadzie Drohiczyn. W latach 1975–1998 miejscowość administracyjnie należała do województwa białostockiego.

## Zabytki
- drewniany kościół parafialny pod wezwaniem św. Rocha, 1811, nr rej.:283 z 18.11.1966
- kaplica grobowa rodziny Smorczewskich na cmentarzu kościelnym, 1822, nr rej.:303 z 25.11.1966
- kapliczka na cmentarzu kościelnym, I poł. XVIII, nr rej.:304 z 25.11.1966[10].